# Bauerago combensis
Bauerago combensis är en svampart som först beskrevs av Vánky, och fick sitt nu gällande namn av Denchev 2003. Bauerago combensis ingår i släktet Bauerago och familjen Microbotryaceae.   Inga underarter finns listade i Catalogue of Life.